# Paul Pratt
Pour les articles homonymes, voir Pratt.
Paul Pratt, né le 25 novembre 1894 à Longueuil et mort le 8 mai 1967, est un musicien et un homme politique québécois.
Il est le maire de Longueuil (Québec) pendant trente-et-un ans, de 1935 à 1966.

## Biographie
Fils de Charles-A. Pratt et d'Amanda Lamarre, il est né à Saint-Antoine-de-Longueuil le 25 novembre 1894. Il crée un orchestre dès 1909. Après avoir dirigé l'orchestre du Collège de Longueuil et enseigné au Collège pendant les années 1910, il se fait une réputation d'un des meilleurs musiciens du Québec et il rencontre souvent Wilfrid Pelletier et Arthur Letondal.
Il se spécialise dans la clarinette et sa musique est jouée au parc Lafontaine. Il enseigne également le solfège à la Société Saint-Jean-Baptiste de Montréal. Pratt devient lauréat au conservatoire national de musique.
George V du Royaume-Uni lui remet une médaille lors du jubilé d'argent du 6 mai 1935. George VI fait de même en 1939, car il est reconnaissant pour ses efforts lors de la grande guerre avec les grenadiers canadiens. Sa fortune familiale lui permet d'administrer le fonds de son grand-père, John Pratt, qui avait fondé la Banque du Peuple.
À la mairie longueuilloise, il vainc successivement de nombreux adversaires : Alexandre Thurber en 1935, Henri Holmes en 1939, Joseph-Albert Lefrançois en 1943, Pierre Jodoin en 1949, Bernard Lamarre en 1956 et Marcel Robidas en 1963. À six reprises, personne ne s'est représenté contre lui. Il est connu comme un bon orateur.
En 1945, il tente d'être élu à la Chambre des communes du Canada  mais il est défait comme candidat libéral indépendant. Au début des années 1950, il assure la construction de l'Externat classique de Longueuil, devenu le Collège Édouard-Montpetit.
Son œuvre politique voit la modernisation de sa ville et du Québec : il n'y avait pas d'usine de filtration d'eau avant 1944 et il n'y avait pas de piscines publiques, ni de bibliothèque municipale.
Il assure l'annexion de Montréal-Sud en 1961 et il obtient la construction du métro de Longueuil. Ses dernières années politiques sont difficiles car il persiste à rester en poste.
Il est décédé le 8 mai 1967. Il avait épousé Eugénie Marcil. Le parc Paul-Pratt de Longueuil est nommé en son honneur. Son fils, Guy Pratt, a été député dans la circonscription de Marie-Victorin de 1984 à 1985.
Michel Pratt Longueuil au temps du maire Paul Pratt (1935-1966). 209 pages  (ISBN 978-2981695697)